# Hilda Geiringer
Hilda Geiringer, poznata i kao Hilda von Mises, austrijska matematičarka i sveučilišna predavačica u Njemačkoj i Sjedinjenim Državama.
Rođena je 1893. godine u Beču u židovskoj obitelji. Diplomirala je, a tijekom i Prvog svjetskog rata doktorirala na Sveučilištu u Beču disertacijom iz polja trigonometrije.
Godine 1921. godine preselila se u Berlin, gdje se zaposlila kao asistentica Richarda von Misesa na Institutu za primijenjenu matematiku. Iste godine udala se za Felixa Pollaczeka, također Bečanina židovskog podrijetla koji je na studij otišao u Berlin, gdje je i doktorirao.
U svom se radu na Institutu Geiringer bavila statistikom, teorijom vjerojatnosti i matematičke teorije plastičnosti. U prosincu 1933. izgubila je pravo predavanja na Berlinskom sveučilištu zbog svog židovskog podrijetla te se preselila u Bruxelles, a sljedeće godine dobila je posao predavača matematike u Turskoj. Za to vrijeme se zaintrigirala za Mendelov pristup genetike. Tako se počela baviti i istraživačkim radom na području molekularne i ljudske genetike kao i nasljeđivanjem, bioinformatikom, biotehnologijom te između ostalog, genetičkim inženjerstvom.
Nakon Atatürkove smrti, odlazi s kćeri u Pennsylvaniju, gdje radila kao lektorica na koledžu. Na Sveučilištu Brown u Providenceu u Rhode Islandu držala je i predavanje iz mehanike. Kasnije je predavala i u Massachusettsu i na Harvardu. Godine 1959. primljena je u članstvo Američke akademije umjetnosti i znanosti.